# Vaudevant
Vaudevant – miejscowość i gmina we Francji, w regionie Owernia-Rodan-Alpy, w departamencie Ardèche.
Według danych na rok 1990 gminę zamieszkiwało 216 osób, a gęstość zaludnienia wynosiła 17 osób/km² (wśród 2880 gmin regionu Rodan-Alpy Vaudevant plasuje się na 1411. miejscu pod względem liczby ludności, natomiast pod względem powierzchni na miejscu 924.).